# 金牛湖駅
金牛湖駅（きんぎゅうこえき）は、中華人民共和国江蘇省南京市六合区にある、南京地下鉄S8号線の駅である。

## 駅名
駅名については、事業着手当初は南京地下鉄集団は「金牛湖駅」の仮称を用いており、開業前に駅名が「金牛湖駅」に決定したことが発表された。

## 歴史
- 2014年8月1日S8号線の駅として開業。

## 駅構造

### のりば
| 番線 | 路線             | 方面                              | 行先          |
| ---- | ---------------- | --------------------------------- | ------------- |
|      | 南京地下鉄S8号線 | 卸甲甸・長江大橋北・柳洲南路 方面 | 浦口公園 行き |
|      | 南京地下鉄S8号線 | 天長 方面                         | 天長 行き     |

### 改札・出入口
- 1号出入口：金牛湖
- 2号出入口：駅前広場

## 駅周辺
- 金牛湖：金牛湖風景区は国のAAAクラス観光区。金牛湖畔の金牛山麓は世界でも有名な民謡「茉莉花」の発祥の地。金牛湖は南京市最大の人造湖で、江蘇省水上スポーツの訓練基地と2014年南京ユースオリンピック競技大会の競技場である。

## 隣の駅
南京地下鉄
■S8号線
八百橋駅- 金牛湖駅